# Епархия Джабалпура
Епархия Джабалпура (лат. Dioecesis Iabalpurensis) — епархия Римско-Католической церкви c центром в городе Джабалпур, Индия. Епархия Джабалпура входит в митрополию Бхопала. Кафедральным собором епархии Джабалпура является церковь святых апостолов Петра и Павла.

## История
18 июля 1932 года Римский папа Пий XI издал буллу De Romanorum Pontificum, которой учредил апостольскую префектуру Джуббулпура, выделив её из епархий Аллахабада и епархии Нагпура (сегодня — Архиепархия Нагпура).
21 октября 1950 года апостольская префектура Джуббулпура была переименована в апостольскую префектуру Джабалпура.
5 июля 1954 года Римский папа Пий XII издал буллу Qui genus hominum, которой преобразовал апостольскую префектуру Джабалпура в епархию.
13 сентября 1963 года и 29 июля 1968 года епархия Джабалпура передала часть своей территории для возведения новой архиепархии Бхопала.

## Ординарии епархии
- епископ Конрад Дуббельман (29.05.1933 — 17.12.1965);
- епископ Leobard D’Souza (17.12.1965 — 1.07.1975) — назначен архиепископом Наджпура;
- епископ Théophane Matthew Thannickunnel (1.03.1976 — 16.05.2001);
- епископ Gerald Almeida (16.05.2001 — по настоящее время).

## Источник
- Annuario Pontificio, Ватикан, 2007
- Булла De Romanorum Pontificum, AAS 24 (1932), стр. 401  (лат.)
- Булла Qui genus hominum, AAS 46 (1954), стр. 689  (лат.)